# Воші
Воші (Phthiraptera) — ряд, який включає близько 3 тисяч нелітаючих видів комах, три з яких є збудниками паразитарних хвороб людини. Всі представники ряду — ектопаразити більшості птахів і ссавців.

## Опис
Це кровоссальні істоти, живляться кров'ю людини. Воші більше за інших живих істот пов'язані з людиною. Причина в тому, що вони живуть на тілі людини на всіх стадіях свого розвитку.
Ці комахи — «вузькоспеціалізовані» паразити, вони живуть тільки на одному або на деяких споріднених видах тварин. Ця особливість вошей в деяких випадках дає можливість з'ясувати близькість видів хазяїв-носіїв. Воші, наприклад, платтяна воша (Pediculus vestimenti), є переносником таких небезпечних захворювань як епідемічні тифи: висипний і поворотний. Головна і платтяна воші розглядаються як морфотипи одного виду. Однак уточнення їх таксономічного статусу вимагає додаткових досліджень. Думка про те, що головна воша є переносником тифу є хибною. Разом з тим вона спричинює педикульоз голови, тоді як її різновид лобкова воша — педикульоз лобкової області. Поширені по всьому світу.
Існує більше тисячі різних комах, яких називають вошами, але людина, кажучи про воші, звичайно має на увазі один певний вид, який шкодить людині.

## Морфологія
На голові знаходяться прості очі та вусики, що є органами нюху. Ротовий апарат колючо-сисного типу, втягнутий всередину голови і розташовується під ротовою порожниною в особливому футлярі. Секрет слинних залоз містить антикоагулянти і подразнює шкіру хазяїна.
Грудний відділ не сегментований, крила відсутні (вторинна безкрилість). Черевце овальне, складається із 9 сегментів. Задній кінець черевця у самиць роздвоєний, у самців заокруглений. На останньому членику ноги (лапці) знаходиться кігтик, що з'єднуючись з виступом на передостанньому членику — гомілкою, утворює захват, за допомогою якого воша міцно тримається за волосину хазяїна.
Яйце овальної або грушоподібної форми, ясно-жовтого кольору, до 1 мм завдовжки, їх називають гнидами.

## Фото

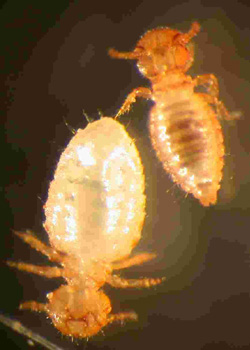
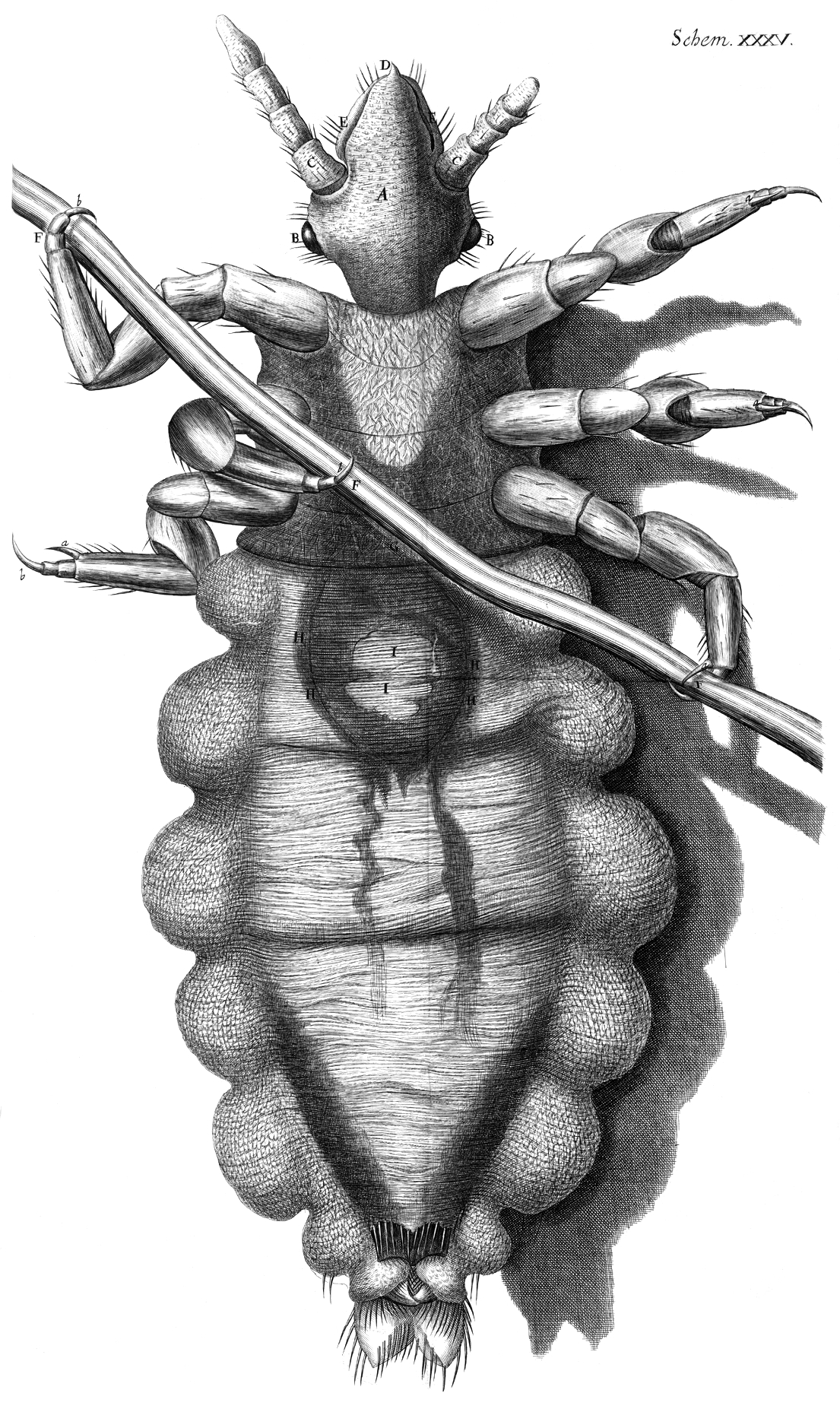
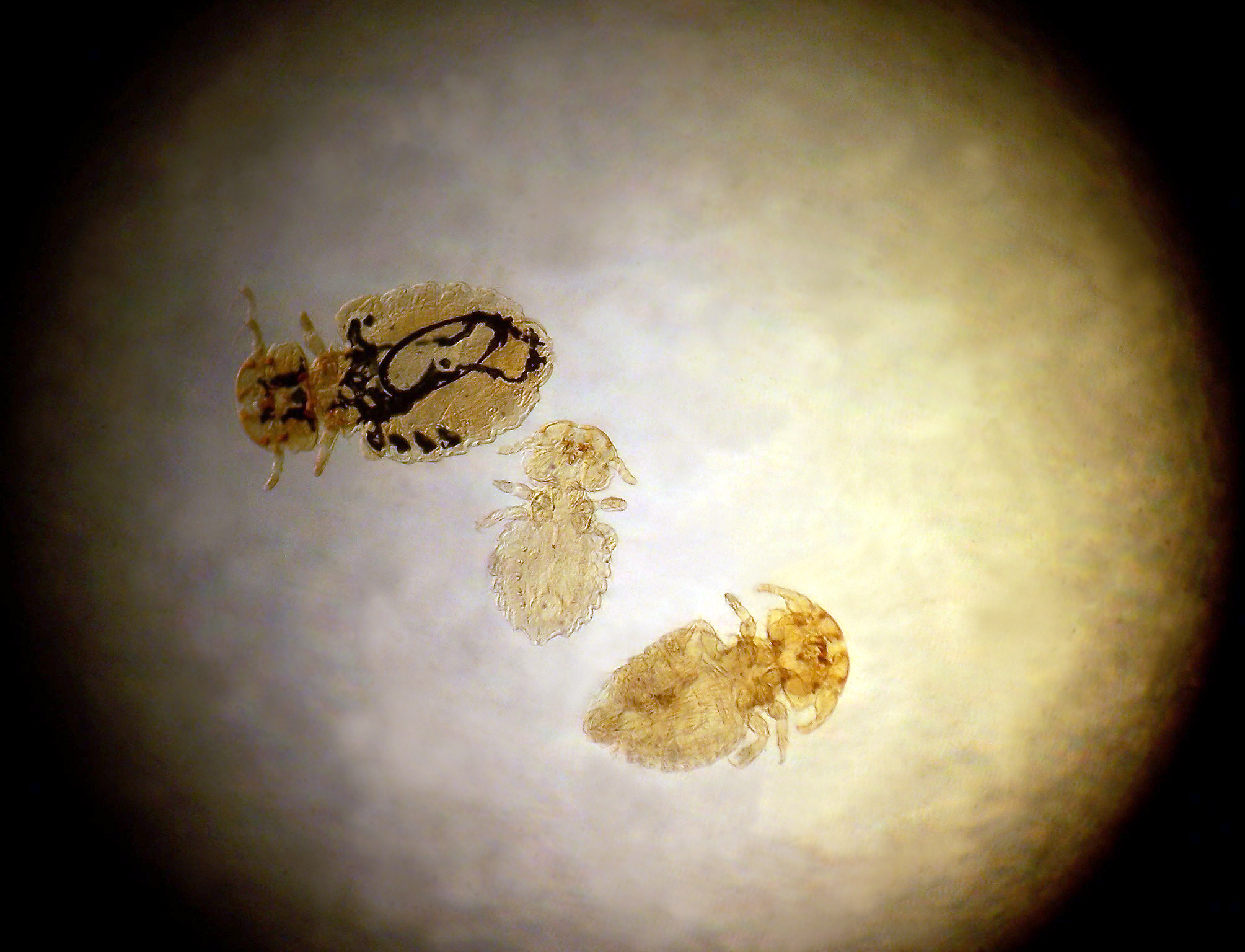